# Сент-Періс (Огайо)
Сент-Періс (англ. St. Paris) — селище (англ. village) в США, в окрузі Шампейн штату Огайо. Населення — 1882 особи (2020).

## Географія
Сент-Періс розташований за координатами 40°7′37″ пн. ш. 83°57′52″ зх. д. / 40.12694° пн. ш. 83.96444° зх. д. (40.126874, -83.964520).  За даними Бюро перепису населення США в 2010 році селище мало площу 4,34 км², уся площа — суходіл.

## Демографія
Згідно з переписом 2010 року, у селищі мешкало 2089 осіб у 795 домогосподарствах у складі 549 родин. Густота населення становила 481 особа/км².  Було 857 помешкань (197/км²).
Расовий склад населення:
| - 97,8 % — білих - 0,2 % — вихідців з тихоокеанських островів - 0,2 % — чорних або афроамериканців - 0,1 % — корінних американців |

До двох чи більше рас належало 1,4 %. Частка іспаномовних становила 0,5 % від усіх жителів.
За віковим діапазоном населення розподілялося таким чином: 31,2 % — особи молодші 18 років, 56,5 % — особи у віці 18—64 років, 12,3 % — особи у віці 65 років та старші. Медіана віку мешканця становила 33,7 року. На 100 осіб жіночої статі у селищі припадало 91,7 чоловіків;  на 100 жінок у віці від 18 років та старших — 89,0 чоловіків також старших 18 років.
Середній дохід на одне домашнє господарство  становив 60 047 доларів США (медіана — 52 292), а середній дохід на одну сім'ю — 65 977 доларів (медіана — 61 714). Медіана доходів становила 42 266 доларів для чоловіків та 36 331 долар для жінок. За межею бідності перебувало 9,5 % осіб, у тому числі 13,4 % дітей у віці до 18 років та 4,0 % осіб у віці 65 років та старших.
Цивільне працевлаштоване населення становило 1049 осіб. Основні галузі зайнятості: виробництво — 32,4 %, освіта, охорона здоров'я та соціальна допомога — 24,4 %, роздрібна торгівля — 14,2 %, мистецтво, розваги та відпочинок — 7,1 %.